# Falcoaria
A falcoaria ou cetraria é a arte de criar, treinar e cuidar de falcões e outras aves de rapina para a caça. Em geral pode-se dizer que é uma caça de aves e pequenos quadrúpedes, praticada desde há mais de 6000 anos com falcões, açores, francelhos e outros rapaces, que têm a capacidade de perseguir uma presa no ar ou no solo até derrubá-la ou matá-la.
Os vestígios e documentos sobre a falcoaria mostram que se tratava de um esporte aristocrático, do qual participavam reis e outros membros poderosos das cortes.
O costume possui forte tradição em Portugal, introduzido no território do Al-Andalus pelos berberes durante o domínio muçulmano, antes da fundação da nacionalidade, mas surgiu na Mongólia onde até hoje é praticada por tribos nativas.
Em 2010 esta arte foi classificada como Património Cultural Imaterial da Humanidade pela UNESCO, na sequência de uma candidatura liderada por Abu Dhabi (Emirados Árabes Unidos), que, pela primeira vez na história da organização, juntou 11 países - Bélgica, República Checa, França, Coreia do Sul, Mongólia, Marrocos, Qatar, Arábia Saudita, Espanha, Síria e Emirados Árabes Unidos. Em 2012, a UNESCO estendeu o reconhecimento de Património da Humanidade à falcoaria praticada na Áustria e na Hungria, tornando-se Portugal, em 2016, o 14.º país a ver reconhecida a importância desta prática.

## História
Estudos tradicionais sobre a falcoaria dão conta de que esta arte começou no Extremo Oriente; a arqueologia, entretanto, encontrou evidências de que a falcoaria no Oriente Médio data do século I a.C.
A falcoaria era um esporte popular entre os nobres da Europa medieval e do Japão feudal, verdadeiro símbolo de status. No Japão é chamada de takagari.
Ovos e filhotes dos pássaros de caça eram raros e caros, e o processo de criar e treinar falcões requer tempo, dinheiro e espaço - o que restringia sua prática à nobreza. No Japão havia, até, sérias restrições em relação a quem poderia caçar, quais as espécies animais que poderiam ser caçadas e onde, tomando-se por base a hierarquia da pessoa na casta dos samurais.
Na arte, como noutros aspectos culturais, como a literatura, a falcoaria permaneceu como símbolo de status mesmo depois de haver perdido o interesse entre seus praticantes. Águias e falcões empalhados, e expostos nas paredes, simbolizavam metaforicamente que seu proprietário era nobre e valente.
Gravuras ou quadros com falcões ou cenas da falcoaria poderiam ser compradas pelos ricos, e exibi-los era algo mais cômodo que a prática do esporte, servindo igualmente para índice de certo grau de nobreza e status.

### Registros
É possível que a falcoaria tenha sido desenvolvida na China, já que existem muitas referências sobre a sua prática antes da Era Cristã em diversos textos chineses e japoneses. A mais antiga representação da falcoaria é um baixo-relevo encontrado em finais do século XIX em Korshabad, no atual Irão, datado de 1350 a.C.
Não existem provas suficiente para determinar se a falcoaria era praticada no Antigo Egito, mas ainda assim existem bastante imagens de falcões, que eram consideradas aves míticas. Havia, inclusive, um deus com cabeça de falcão - Hórus - e falcões mumificados foram encontrados em tumbas dos faraós.
A falcoaria aparece representada em ruínas na Turquia e em restos pertencentes à civilização Assíria; também é mencionada em alguns textos gregos.
Embora a falcoaria não tenha sido muito difundida entre o romanos, eles empregavam o bufo-real e aproveitavam-se da animadversão existentes entre as aves rapinantes diurnas e as noturnas para, com a ajuda desta espécie de coruja, poder capturar rapaces diurnas.

### Linha do tempo

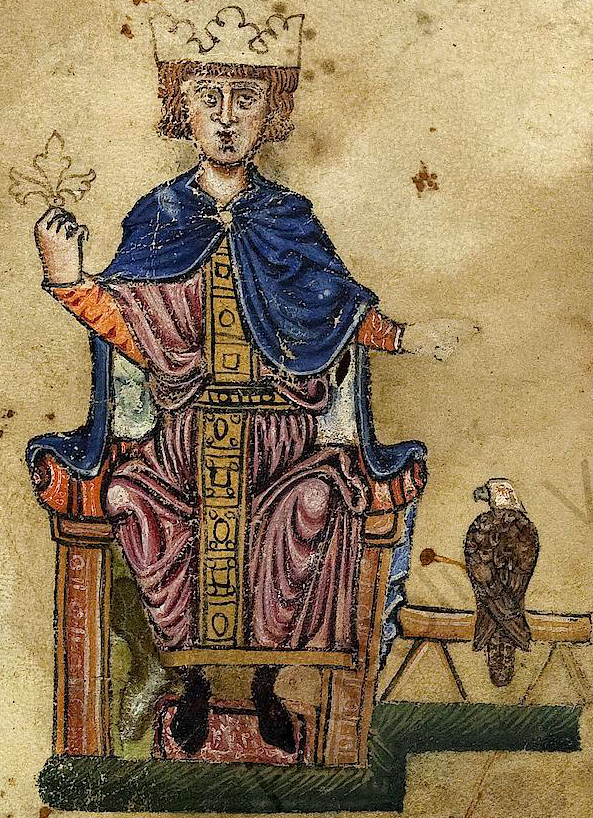
Frederico II com seu Falcão de Caça no livro De arte venandi cum avibus (Sobre a arte de caçar com aves). Séc. XIII tardio

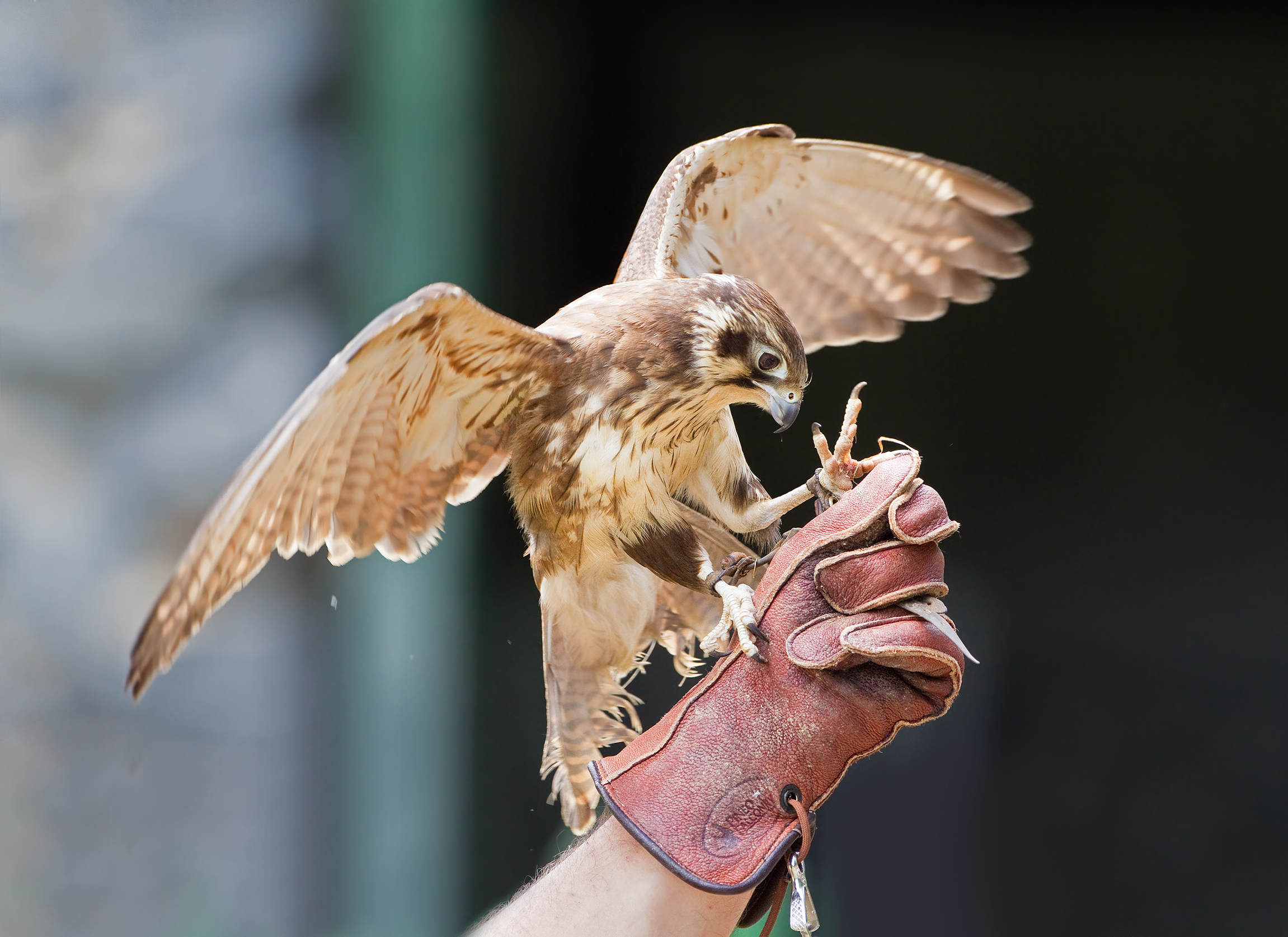
Falcoaria na Tasmânia

- 722-705 a.C. - Baixo-relevo assírio, encontrado nas ruínas de Corsabade, na escavação do palácio de Sargão II, que acredita-se descrever a falcoaria. Efetivamente, contém um arqueiro que lança a ave rapace e um criado que captura as presas. A. H. Layard declara, no seu livro "Discoveries in the Ruins of Nineveh and Babylon" (1853), que "um falcoeiro que traz um falcão pousado em seu pulso parece ser representado num baixo-relevo que vi em minha última visita a essas ruínas."
- 680 a.C - Registros chineses descrevem a falcoaria. E. W. Jameson sugere que há evidências da falcoaria em território japonês.
- século IV a.C - Aristóteles (384-322) e outros gregos fazem referência à falcoaria praticada pelos tracianos e indianos e assume-se que os romanos tenham aprendido a falcoaria com estes.
- 70-44 a.C - Citações informam que César treinara falcões para matar pombos-correio.
- 355 - O "Nihonshoki", narrativa histórica, regista como início da falcoaria no reinado do Imperador Nintoku.
- 500 - E. W. Jameson afirma que a evidência mais segura do início da falcoaria na Europa é um mosaico romano retratando um falcoeiro com sua ave caçando patos.
- 600 - Tribos germânicas praticam a falcoaria.
  - Século VIII e IX até a atualidade - A falcoaria floresce na Idade Média.
- 818 - O imperador Saga (Japão) ordena que editem um tratado sobre a falcoaria, intitulado "Shinshuu Youkyou".
- 875 - No Leste europeu e na Saxônia (Inglaterra) a falcoaria é amplamente praticada.
- 991 - A Batalha de Maldon. Um poema que a descreve diz que, antes da luta, o líder dos anglo-saxões, Byrhtnoth "deixou seu amado falcão voar de sua mão para o bosque".
- 1066 - Os normandos escrevem sobre a prática da falcoaria. Acompanhando a conquista da Inglaterra pelos normandos, a falcoaria torna-se mais popular. A própria palavra falcoaria deriva do termo franco-normando fauconnerie.
- c. 1100 - Os cruzados são responsáveis, segundo muitos autores, por levarem a falcoaria à Inglaterra, tornando-a popular nas cortes.
- c. 1240 - Frederico II da Germânia, encarrega comissões para a tradução do tratado "De Arte Venandi cum Avibus", do árabe Moamyn, e diz-se que corrigiu e reescreveu a obra com base em sua larga experiência com a falcoaria.
- 1390 - No seu "Libro de la Caza de las Aves", o poeta e cronista castelhano Pero López de Ayala procura  compilar todo o conhecimento correto e disponível relativo à falcoaria.
- Início do século XVI - O nobre guerreiro japonês Asakura Norikage (1476-1555) tem sucesso na reprodução em cativeiro de açores.
- Século XVII - Registros holandeses da falcoaria; o vilarejo holandês de Valkenswaard era quase que totalmente dependente da falcoria, em sua economia.
- 1660 = O Czar Alexis da Rússia escreve um tratado que celebra os prazeres estéticos da falcoaria.
- 1801 - James Strutt, da Inglaterra, escreve: "as damas não apenas acompanham os cavalheiros para obter a diversão (na falcoaria), mas frequentemente praticam-na elas próprias; e até mesmo superam os homens no conhecimento e exercício da arte."
- 1934 - O primeiro clube norte-americano de falcoaria - The Peregrine Club - é fundado; durante a II Guerra Mundial é extinto.
- 1961 - é fundada a North American Falconers Association.
- 2002 - No Brasil o Ibama autoriza a falcoaria nos aeroportos como medida de segurança no pouso e decolagem de aviões.

## Aves utilizadas
Várias espécies de aves de rapina podem ser utilizadas na cetraria. Elas são classificadas pelos falcoeiros como:
- Asas largas: águias, búteos, gavião-asa-de-telha.
- Asas longas: falcões.
- Asas curtas: Accipiter - gaviões e açores

### Águia-pescadora (Pandion)

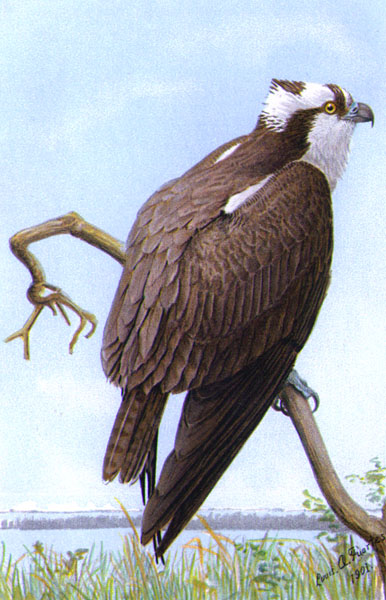
Águia-pescadora

A águia-pesqueira ou gavião-pescador, é uma ave rapace de tamanho médio a grande, especializada na pesca de peixes e com distribuição por todo o globo.
Geralmente não se presta para a falcoaria. A possibilidade de se usar um rapinante para a pesca constitui-se numa possibilidade ainda por explorar (algumas referências feitas em velhos livros ao gavião pescador referem-se a um mecanismo de pesca, não ao pássaro).

### Águias do mar (Halieetus)

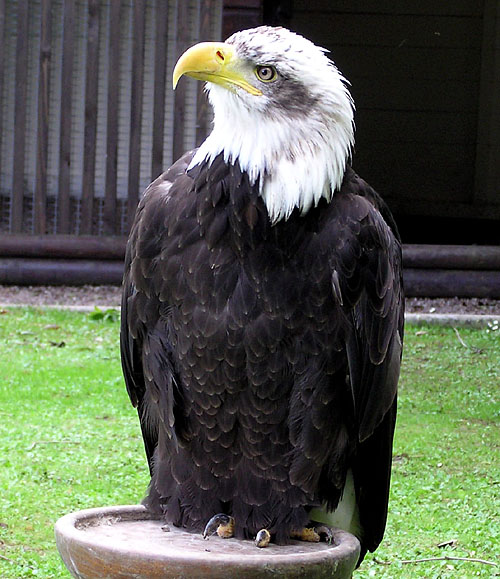
Águia-de-cabeça-branca

A maioria das espécies deste gênero, como a rabalva, até certo ponto, capturam e se alimentam de peixes, algumas quase que exclusivamente.
Em países em que não são protegidas algumas foram efetivamente usadas para a caçada e presa.

### Águia verdadeira (Aquila)

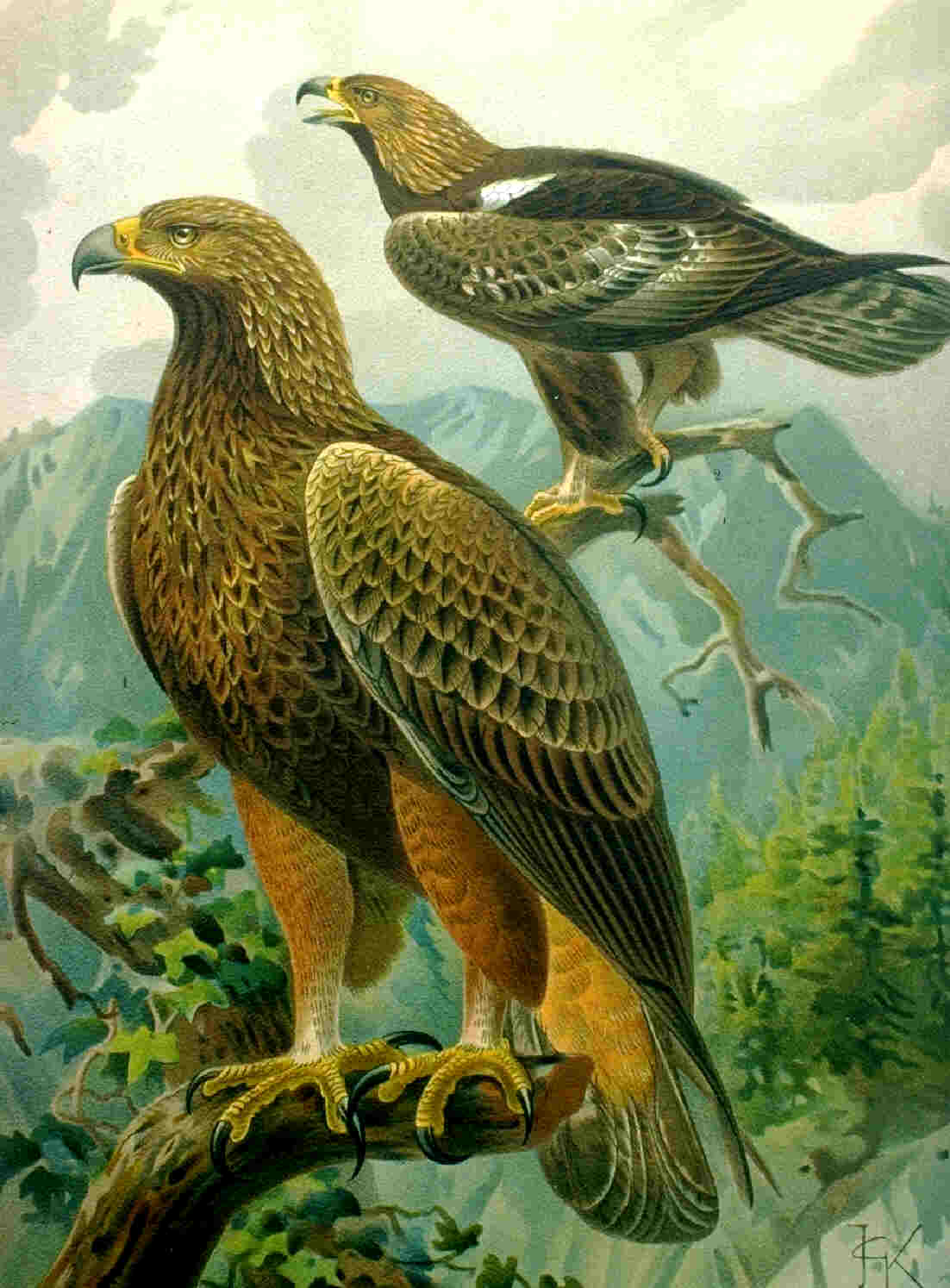
águia-real

Este gênero tem distribuição mundial. Os tipos mais poderosos são usados na falcoaria, como por exemplo a águia-dourada e uma subespécie, segundo notícias, foi usada para a caçada de lobos no Cazaquistão, e hoje são usadas pelos cazaques para caçar raposas e outras presas grandes.
A maioria delas serve para a presa de animais terrestres, mas ocasionalmente podem caçar outras aves.
As águias não são tão freqüentes na falcoaria como outras aves de rapina, em parte pela falta de versatilidade das espécies maiores (elas em geral só caçam em grandes alturas e em grandes extensões abertas), além de oferecer um perigo em potencial para outras pessoas, se a caça ocorrer em regiões mais densamente povoadas, bem como pela dificuldade em treinar e manter uma águia.

### Milhafres (Buteo)

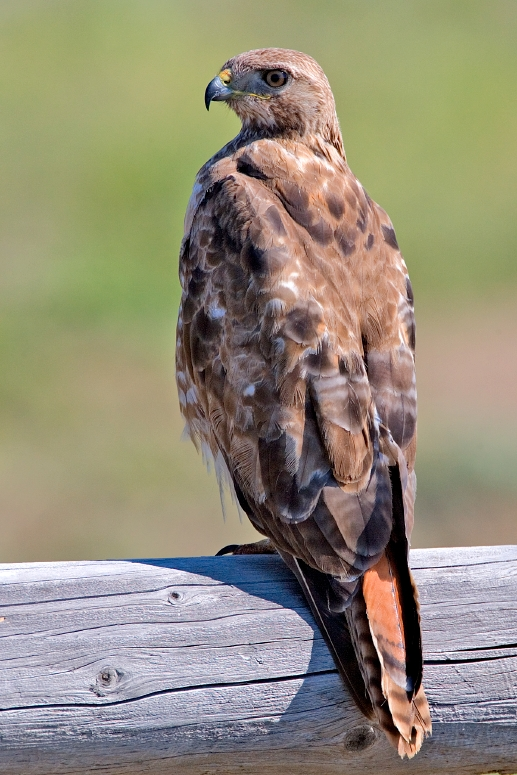
Búteo-de-cauda-vermelha

Os búteos, têm distribuição mundial, embora os mais importantes representantes estejam no Hemisfério Norte e nas Américas.
O búteo-de-cauda-vermelha, o Buteo regalis e ainda, raramente, o Buteo lineatus são espécies desse gênero com uso na cetraria atual.
O búteo-de-cauda-vermelha é forte e versátil, servindo para a captura de coelhos, lebres e esquilos. Em certas condições pode ainda capturar gansos, patos e faisões. O milhafre comum também é usado, embora tais espécies requeiram maior perseverança, se a caça desejada forem coelhos.

## Falcoaria no Brasil
A falcoaria no Brasil se tornou um ponto polêmico em 2007, uma vez que o Ibama propôs uma instrução normativa que regulamenta a prática para controle de fauna e reabilitação de aves de rapina, apesar de haver divergências dentro do próprio órgão.
Ainda é esperado uma definição do IBAMA sobre legislação especifica para pratica da falcoaria no Brasil, uma vez que já foi comprovada sua eficiência em reabilitação de rapinantes e controle de fauna.[carece de fontes?]
Hoje no Brasil já existem Falcoeiros Profissionais os quais trabalham com controle de Fauna em aeroportos, controle de pombos em galpões, hospitais, controle de pragas em plantações e outros, um método ecologicamente correto e de grande eficiência.[carece de fontes?]
Para a congregação de todos estes falcoeiros, em 1997, foi criada a Associação Brasileira de Falcoeiros e Preservação de Aves de Rapina (www.abfpar.org).
Desde o ano de fundação da ABFPAR falcoeiros Brasileiros se encontram e se empenham para buscar a regulamentação da arte no Brasil. Destes encontros surgiram outras Associações e alguns clubes regionais.
Em 2014 foi criada a Associação Nordeste de Falcoaria e Conservação de Aves de Rapina, criada por associados da ABFPAR para ajudar a difundir a Falcoaria, assim a ANF criou o primeiro Manual de Falcoaria (PT-BR) e o primeiro livro de Falcoaria em Português (PT-BR) que ajudou a difundir a arte entre os iniciantes do Brasil.
A ABFPAR se tornou sócio efetivo da Associação Internacional e teve assim direito a voto e a um delegado representando o Brasil nas reuniões intencionais que acontece 1 vez por ano.
Em 2015 foi criado o primeiro Grupo feminino do Brasil (FALCOEIRAS - BR) e no mesmo ano uma de suas representantes se tornou delegada do Brasil no grupo Internacional feminino (WWG) em 2016 a representante se tornou Presidente do Grupo Internacional da IAF.
A Falcoaria no Brasil vem crescendo de forma inteligente e organizada  as Associações e Grupos buscam educar as pessoas leigas e os interessados em ingressar na Arte de forma que não desvirtuem a busca pela legalidade total da arte no Brasil.

## Património Cultural Imaterial da UNESCO
A falcoaria entrou para a Lista Representativa do Património Cultural Imaterial da UNESCO em 2010, na sequência de uma candidatura liderada por Abu Dhabi, que pela primeira vez na história da organização juntou 11 países - Bélgica, República Checa, França, Coreia, Mongólia, Marrocos, Qatar, Arábia Saudita, Espanha, Síria e Emirados Árabes Unidos.
Em 2012, a UNESCO estendeu o reconhecimento de Património da Humanidade à falcoaria praticada na Áustria e na Hungria.
Portugal apresentou a sua candidatura em 2015,, pela Câmara Municipal de Salvaterra de Magos, em parceria com a Entidade Regional de Turismo do Alentejo e Ribatejo, a Universidade de Évora e a Associação Portuguesa de Falcoaria. A falcoaria portuguesa passou em 1 de dezembro de 2016 a integrar a Lista representativa do Património Cultural Imaterial da UNESCO, juntando-se aos 13 países onde a prática já é reconhecida como Património da Humanidade. A decisão foi tomada durante a 11.ª reunião do Comité Intergovernamental para a Salvaguarda do Património Cultural Imaterial, em Adis Abeba, na Etiópia.